# Третьяково (Тісульський округ)
Третьяко́во (рос. Третьяково) — село у складі Тісульського округу Кемеровської області, Росія.

## Населення
Населення — 349 осіб (2010; 389 у 2002).
Національний склад (станом на 2002 рік):
- росіяни — 95 %